# Clemente Micara
Clemente Micara (Frascati, 24 de dezembro de 1879 — Roma, 11 de março de 1965) foi um cardeal italiano da Igreja Católica. Ele foi feito cardeal em 1946 e trabalhou como vigário-geral de Roma de 1951 até a sua morte.

## Nascimento
Nasceu em Frascati em 24 de dezembro de 1879. De uma família abastada. Sobrinho-neto do Cardeal Ludovico Micara, O.F.M.Cap. (1824).

## Educação
Estudou no Pontifício Seminário Romano, Roma, enquanto residia no Almo Collegio Capranica; depois, na Pontifícia Universidade Gregoriana, na Pontifícia Universidade Lateranense, e na Pontifícia Academia Eclesiástica, em Roma, onde estudou diplomacia.

## Sacerdócio
Ordenado em 20 de setembro de 1902, Roma. Estudos adicionais, 1902-1904. Funcionário da Secretaria de Estado, 1904-1909. Secretário da nunciatura na Argentina, 1909-1915. Camareiro particular de Sua Santidade, 5 de janeiro de 1910; reconduzido em 25 de dezembro de 1914. Auditor da nunciatura na Bélgica, em 16 de abril de 1915; na nunciatura na Áustria, 1916-1919. Prelado doméstico de Sua Santidade, 21 de agosto de 1918. Enviado papal especial à Tchecoslováquia, 1919-1920.

## Episcopado
Eleito arcebispo titular de Apamea di Siria, em 7 de maio de 1920, pelo Papa Bento XV, e núncio na Tchecoslováquia, em 17 de maio. Consagrado, em 8 de agosto de 1920, na capela do Colégio Boêmio, Roma, pelo Cardeal Pietro Gasparri, secretário de Estado, assistido por Antonio Valbonesi, bispo titular de Memfi, e por Karl Kašpar, bispo titular de Betsaida, auxiliar de Hradec-Králové. Seu lema episcopal era In Domino confido'. Núncio na Bélgica e internúncio em Luxemburgo, 30 de maio de 1923. Enviado papal extraordinário para consignar a Rosa de Ouro à rainha Isabel da Baviera, Rainha dos Belgas, 10 de dezembro de 1925. Talentoso violoncelista, costumava participar de eventos musicais organizados pela rainha Elizabeth da Bélgica em seu castelo real. Residiu em Roma durante a ocupação da Bélgica pelo regime nazista, 1940-1944. Retomou a nunciatura na Bélgica, 1944-1946.

## Cardinalado
Criado cardeal-sacerdote no consistório de 18 de fevereiro de 1946; recebeu o gorro vermelho e o título de S. Maria sopra Minerva, em 22 de fevereiro de 1946. Promovido a ordem dos cardeais bispos e a sede suburbicária de Velletri, mantendo in commendam ad nutum Summi Pontificis seu título, 13 de junho de 1946. Prefeito da Sagrada Congregação dos Ritos, 28 de outubro de 1947 a 11 de novembro de 1950. Legado papal na celebração do 7º centenário da catedral de Colônia, 25 de julho de 1948; ao Congresso Eucarístico Bolivariano, Cali, Colômbia, 6 de janeiro de 1949. Prefeito da Sagrada Congregação dos Religiosos, 11 de novembro de 1950 a janeiro de 1951. Pró-prefeito da SC dos Ritos, 11 de novembro de 1950 a 26 de janeiro de 1953.
Vice-decano do Sagrado Colégio dos Cardeais, 13 de janeiro de 1951. Vigário geral de Roma e seu distrito, 26 de janeiro de 1951. Legado papal no 10º Congresso Eucarístico Nacional, Namur, Bélgica, 2 de junho de 1951; ao XV Congresso Eucarístico Nacional, Nîmes, França, 15 de setembro de 1951. Foi presidente da Pontifícia Comissão de Arqueologia Sagrada de 1951 até sua morte. Participou do conclave de 1958, que elegeu o Papa João XXIII. Camerlengo do Sacro Colégio dos Cardeais, de 28 de março de 1960 a 16 de janeiro de 1961. Assistiu às três primeiras sessões do Concílio Vaticano II, 1962-1964. Participou do conclave de 1963, que elegeu o Papa Paulo VI. Durante seu mandato como vigário geral de Roma, fundou mais de cem novas paróquias e cuidou da construção de várias outras.
O Cardeal Micara, até então vigário de Roma, assinou em 1958 uma ordem de reintegração do predador sexual Marcial Maciel - para o que, no interregno entre dois Papas (Pio XII e João XXIII) não tinha autoridade. A lei canónica põe os deveres oficiais em suspenso no interregno.

## Morte
Morreu em Roma em 11 de março de 1965, à noite, após uma longa doença, Palazzo della Cancelleria, Roma. Enterrado na basílica de S. Maria sopra Minerva.

## Honrarias
- 1925: o Grande Cordão da Ordem de Leopoldo.[3]